# Ralph Evans (boxe anglaise)
Pour les articles homonymes, voir Ralph Evans et Evans.
Ralph Evans est un boxeur gallois né le 20 décembre 1953 à Tonypandy.

## Carrière
Il participe aux Jeux olympiques d'été de 1972 dans la catégorie de poids mi-mouches et remporte la médaille de bronze.